# Lavaur (Tarn)
Lavaur is een gemeente in het Franse departement Tarn (regio Occitanie). De plaats maakt deel uit van het arrondissement Castres. Lavaur telde op 1 januari 2022 10.884 inwoners.

## Geschiedenis
In 1025 was de stad al ommuurd. Ze werd een bolwerk van de katharen en werd een eerste keer veroverd in 1182 door de graaf van Toulouse. In 1211 veroverde Simon van Montfort de stad. Hij liet de vrouwe van Lavaur in een put werpen, haar ridders ophangen en 400 inwoners verbranden.
In 1255 werd begonnen met de bouw van de kerk Saint-Alain op de plaats van een oudere, romaanse kerk van een priorij. In 1317 werd Lavaur een bisdom en de kerk een kathedraal. Van de 14e tot de 16e eeuw werd de kathedraal verder verfraaid door de bisschoppen van Lavaur. Vanaf de 14e eeuw werd Lavaur een centrum van de pastelproductie.
In de 18e eeuw werden de stadsmuren van Lavaur grotendeels afgebroken. Met het Concordaat van 1801 werd het bisdom afgeschaft. In 1876 werd een groot orgel gebouwd in de Saint-Alain en kwamen er kleurige muurschilderingen. Aan het begin van de 20e eeuw kwam er een jaquemart in de toren.

## Geografie
De oppervlakte van Lavaur bedroeg op 1 januari 2022 62,83 vierkante kilometer; de bevolkingsdichtheid was toen 173,2 inwoners per km². De gemeente ligt aan de Agout.
De onderstaande kaart toont de ligging van Lavaur met de belangrijkste infrastructuur en aangrenzende gemeenten.

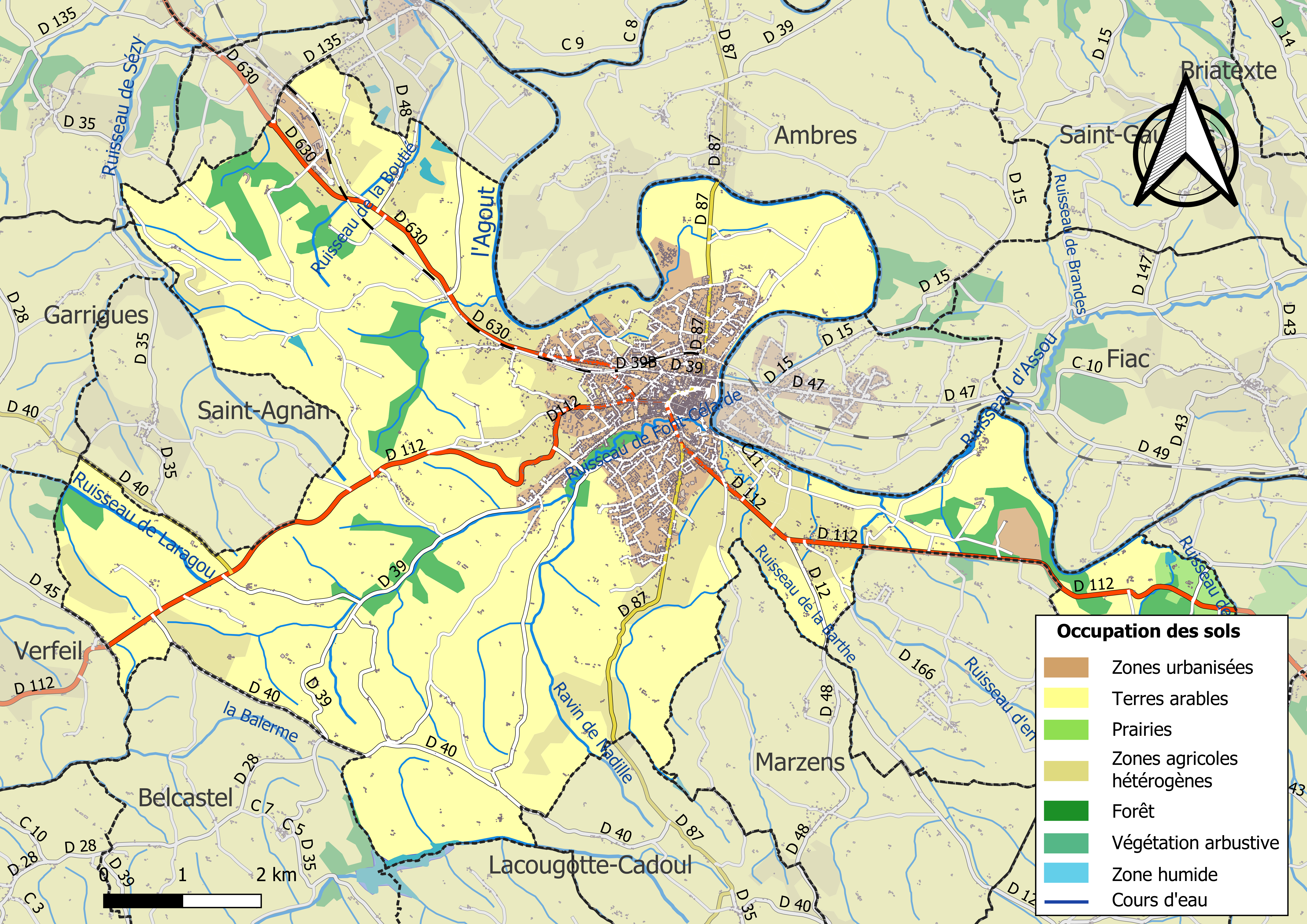

## Verkeer en vervoer
In de gemeente liggen de spoorwegstations Cauquillous en Lavaur.

## Demografie
Onderstaande figuur toont het verloop van het inwonertal (bron: INSEE-tellingen).

## Sport
Lavaur is drie keer aankomstplaats geweest van een etappe in de wielerkoers Ronde van Frankrijk. Dit leverde ritzeges op voor achtereenvolgens de Belg Rik Verbrugghe (2001), Brit Mark Cavendish (2011) en Belg Wout van Aert (2020).

## Bezienswaardigheden

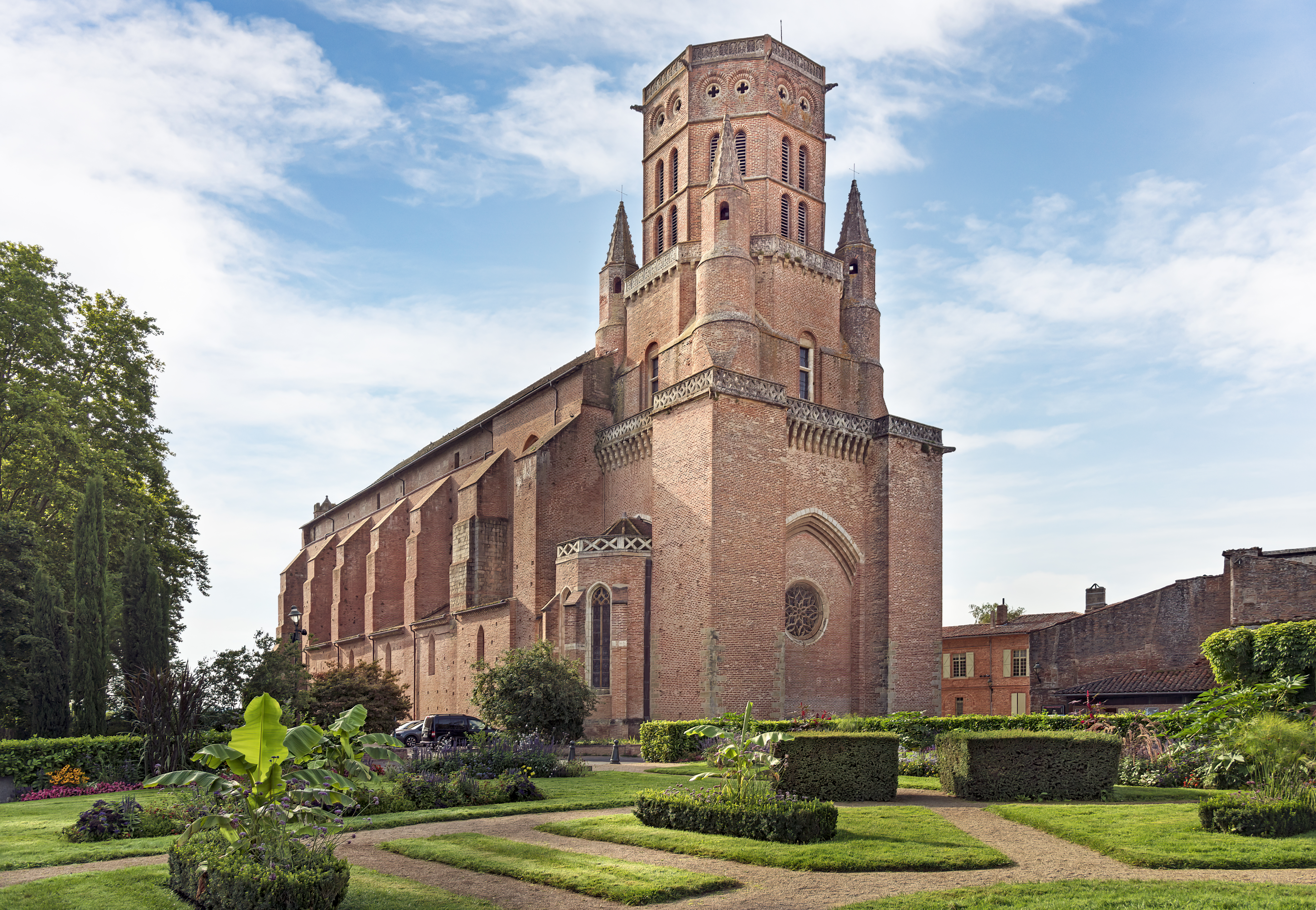
Kathedraal Saint-Alain
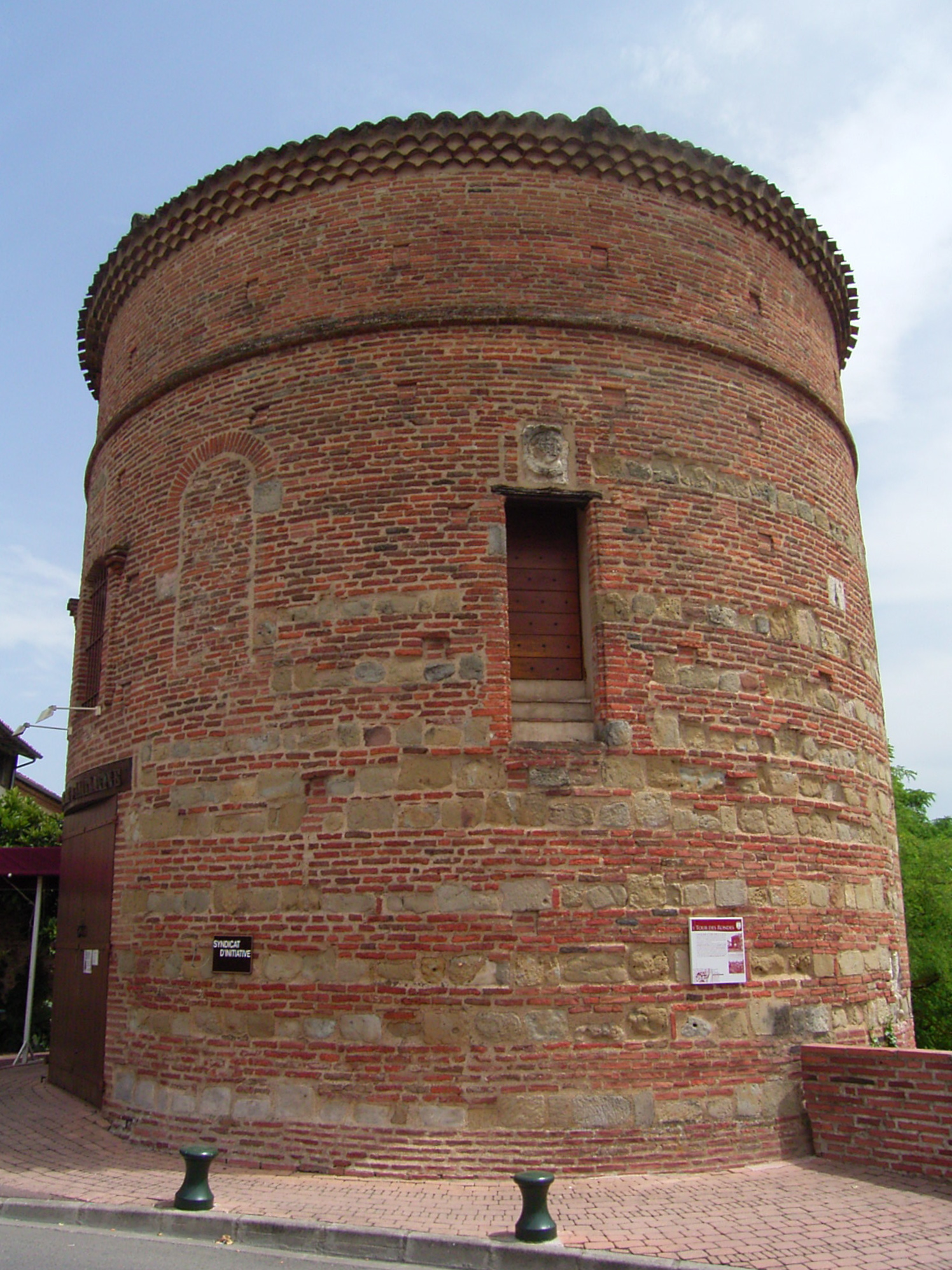
Tour des Rondes
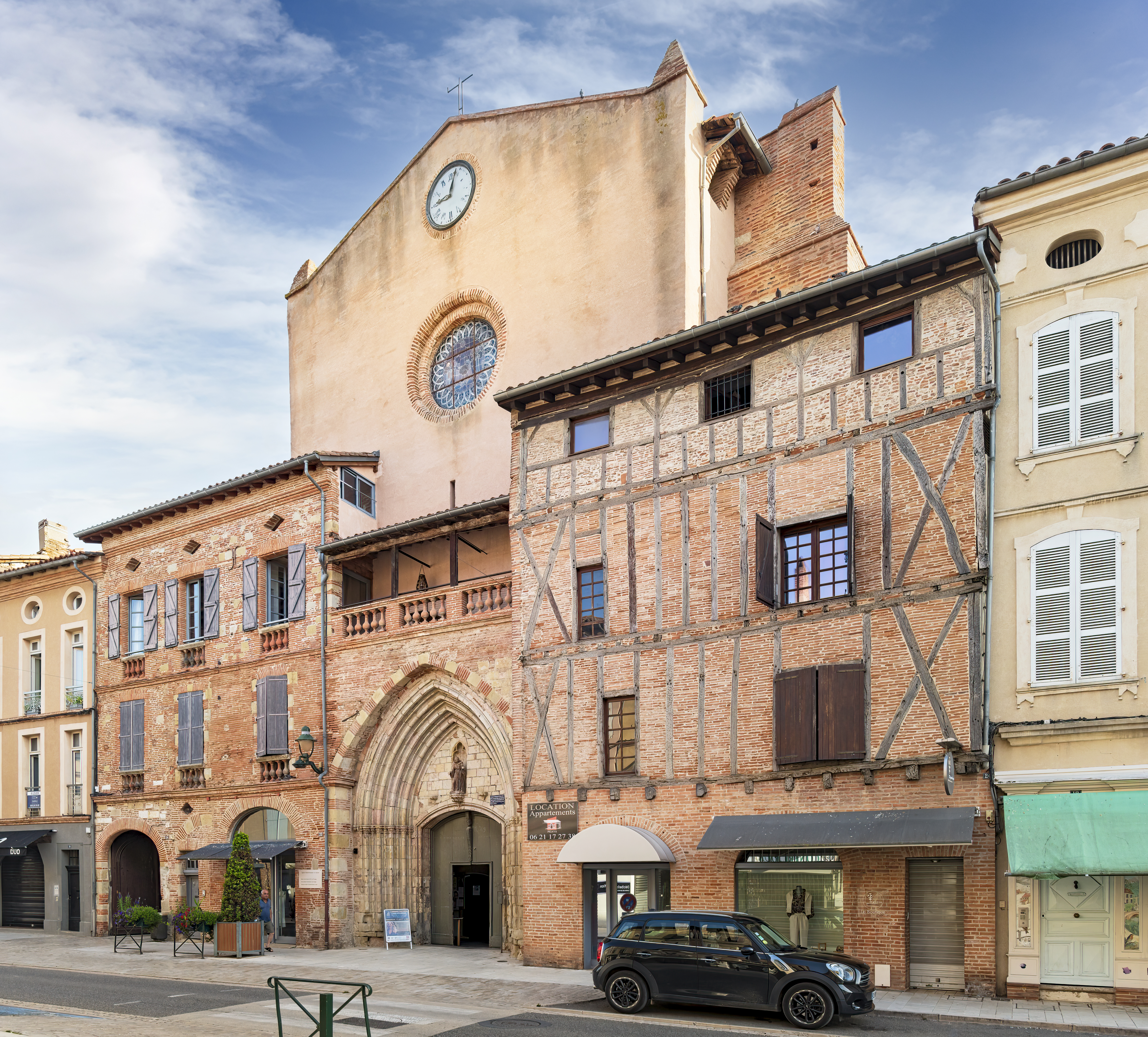
Kerk Saint-François

## Geboren
- Benjamin Thomas (12 september 1995)